# Auston Matthews

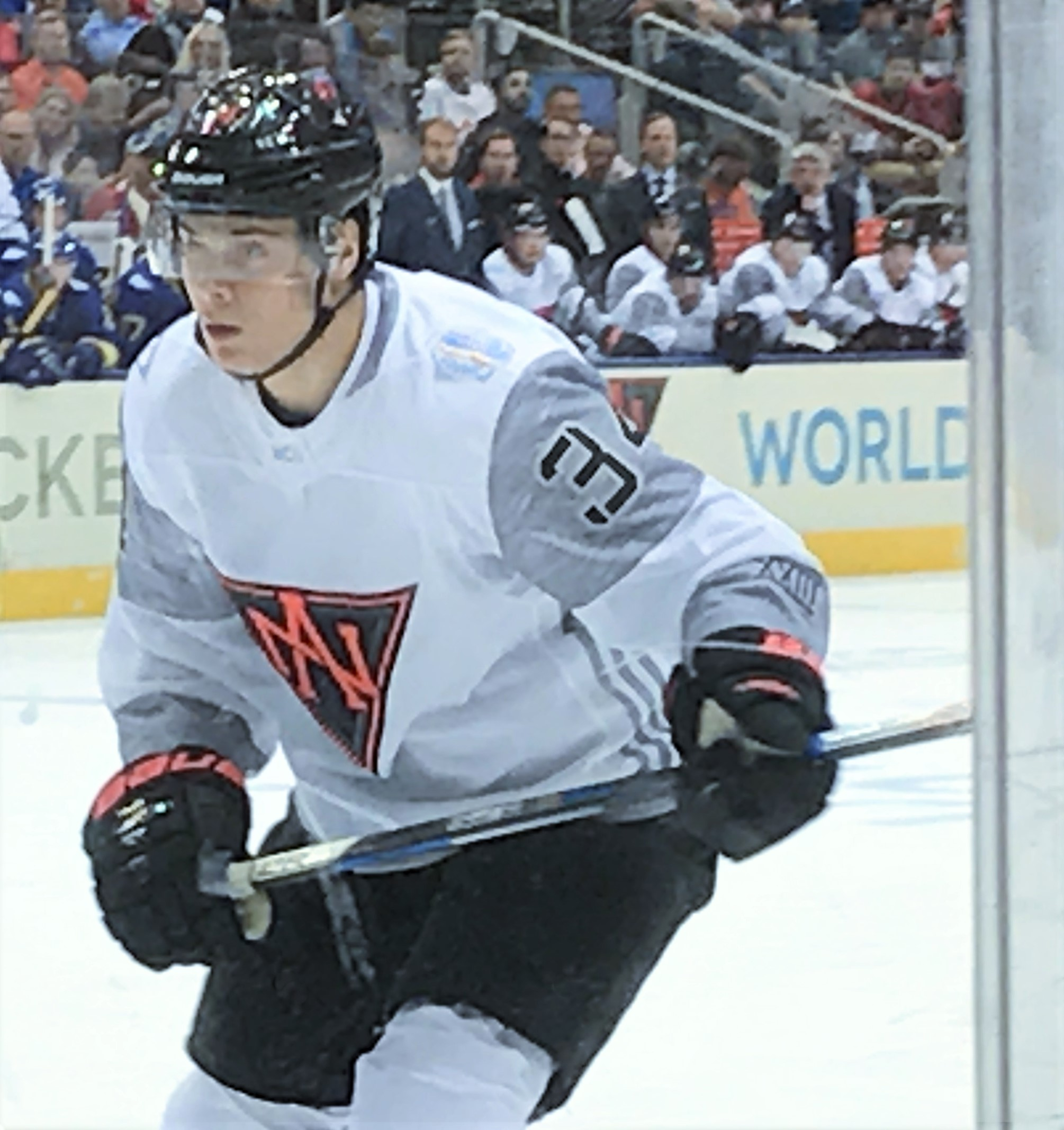
Auston Matthews během Světového poháru 2016 v Torontu

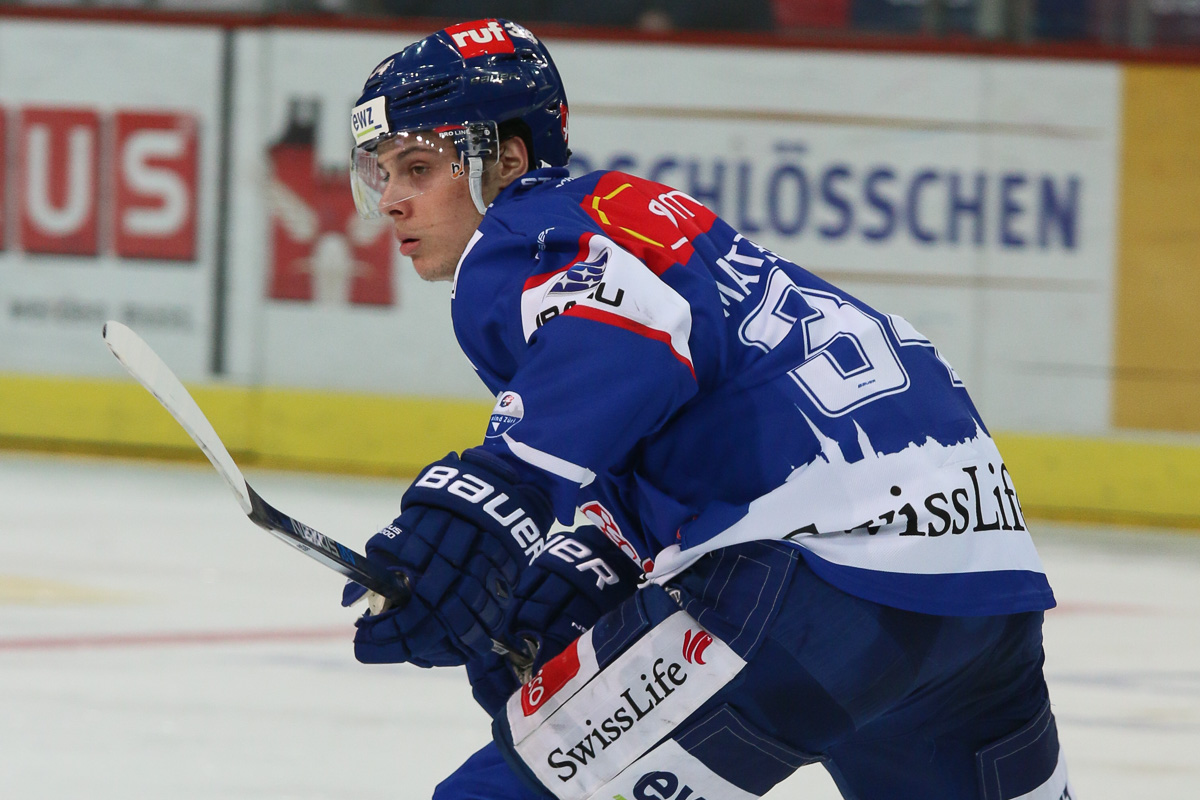
Před vstupním draftem NHL 2016 si Auston zahrál za ZSC Lions

Auston Taylour Matthews (* 17. září 1997 San Ramon, Kalifornie) je americký hokejový útočník, který hraje kanadsko-americkou nejvyšší soutěž National Hockey League (NHL) za klub Toronto Maple Leafs. Většina skautů ho považovala za předpokládanou jedničku vstupního draftu NHL 2016, což se taky potvrdilo, když byl 24. června 2016 draftován v prvním kole jako 1. celkově týmem Toronto Maple Leafs.
Auston Matthews podepsal v létě roku 2019 nový kontrakt na více než 11.5 milionu dolarů ročně po dobu čtyř let, navíc může dostat ročně bonus za výkonnost v hodnotě více než 4.2 miliony dolarů. Lépe placeným hráčem je pouze nejlepší hráč světa Connor McDavid a ruský křídelník Artěmij Panarin

## Osobní život
Auston Matthews se narodil v městě San Ramon ve státě Kalifornie Brianovi a Emě Matthewsovým. Z matčiny strany je mexického původu. Má dvě sestry, starší Alexandrii a mladší Breyanu. Díky matce ovládá kromě angličtiny i španělštinu. Pochází z atletické rodiny, jelikož jeho otec hrával na vysokoškolské úrovni baseball a jeho strýc hrál americký fotbal v NFL. Po přestěhování rodiny do Arizony začal navštěvovat utkání Phoenix Coyotes ve věku dvou let. Jeho oblíbenými hráči byli Shane Doan a Daniel Brière. Zpočátku neměl moc velký zájem o sport, ale zaujala ho rolba na úpravu ledové plochy od firmy Zamboni, která čistila led během přestávek. Jeho první vzplanutí k hokeji nastalo krátce poté, co oslavil pětileté narozeniny a začal působit v programu Arizony Bobcats. Když byl mladší hrával kromě hokeje i baseball, ve kterém byl lepší, ale pravou vášní byl přece jen hokej. Když začal hrát poprvé hokej, jeho rodiče o tomto sportu téměř nic nevěděli.
Při jeho působení za mužstvo ZSC Lions, žil ve Švýcarsku společně se svojí matkou a sestrou Alexandrií, zatímco jeho otec zůstal v Arizoně, avšak každodenně spolu hovořili po telefonu.
Jeho hráčskými vzory jsou hokejisté Jonathan Toews a Anže Kopitar, jelikož jejich pojetí hry je podle něj jak na skvělé ofenzivní, tak také na defenzivní úrovni a ve srovnání s nimi má dost podobný herní styl.

## Hráčská kariéra

### Mezinárodní zápasy
Hrál za americkou reprezentaci do 18 let v United States Hockey League, v sezóně 2014/15 se stal rekordmanem soutěže, když dosáhl 55 branek a 61 asistencí. Na mezinárodní scéně s americkým týmem vyhrál World U-17 Hockey Challenge 2014 a Mistrovství světa v ledním hokeji do 18 let v letech 2014 a 2015. V roce 2015 se dokonce stal vítězem kanadského bodování a nejužitečnějším hráčem celého turnaje. Byl také nominován na Deutschland Cup 2015, ze kterého byl však nucen odstoupit kvůli zranění zad.
Na Mistrovství světa juniorů 2016 v Helsinkách se společně s Matthewem Tkachukem (oba zaznamenali 11 kanadských bodů) stal nejproduktivnějším hráčem USA. Po prohře v semifinále s ruskou sbornou vyhráli zápas o třetí místo proti Švédům. V tomto turnaji se svými 7 góly zatím nejblíže přiblížil střeleckmu rekordu Jeremyho Roenicka, který na juniorském šampionátu v roce 1989 vsítil 8 branek. Díky těmto výkonům se stal členem All-Star týmu celého mistrovství. Později téhož roku se Matthews představil i na seniorském šampionátu v Rusku, kde se taktéž stal nejproduktivnějším hráčem svého celku.
Matthews byl v tomto roce ještě nominován na Světový pohár 2016 , kde si zahrál ve výběru Severní Ameriky do 23 let. Přátelské zápasy před tímto turnajem odehrál po boku Ryana Nugenta-Hopkinse a Nathana MacKinnona. Při těchto zápasech dokázal zazářit natolik, že byl posunut do první formace ke Connoru McDavidovi a Jacku Eichelovi. Všichni tři jmenovaní odehráli turnaj velice kvalitně, nicméně nedokázali tým Severní Ameriky dotáhnout k medailím. Po vypadnutí Toronta z Play-Off NHL 2017 odmítl účast na mistrovství světa.

### Evropská kariéra
Aby si talentovaný mladík zvykal na dospělý hokej, stal se v roce 2015 hráčem švýcarského klubu ZSC Lions a po dovršení osmnáctého roku začal hrát švýcarskou ligu, nastoupil také v Lize mistrů, mj. proti HC Sparta Praha. V prvních dvou měsících působení v Curychu dosáhl 25 bodů a zařadil se mezi opory týmu.

### Draft
Ve švýcarské lize nakonec získal 46 bodů (24+22) ve 36 zápasech, a pak ještě přidal další starty mezi dospělými na mistrovství světa v Rusku, kde za USA dosáhl v deseti utkáních devět bodů (6+3). Ve vstupním draftu NHL v červnu 2016 byl jasným favoritem, což se potvrdilo, když si ho jako prvního v pořadí vybralo Toronto Maple Leafs.

### Toronto Maple Leafs
Dne 21. července 2016 podepsal tříletou nováčkovskou smlouvu s Maple Leafs. Na základě kontraktu měl maximální možný roční příjem ve výši 925 tisíc amerických dolarů, přičemž součástí smlouvy byly i bonusy. V National Hockey League (NHL) poprvé debutoval 12. října 2016 v zahajovacím utkání sezóny 2016/17 zápase proti Ottawě Senators, ve kterém nastoupil v úroku s Williamem Nylanderem and Zachem Hymanem. Několik minut po zahájení 1. třetiny vstřelil při své první střele na bránu v utkání svou 1. branku a zaznamenal zároveň první bod v NHL, a stal se tak dvanáctým nejvýše draftovaným hráčem, jenž skóroval při svém debutu v NHL. Jen šest minut nato skóroval opět, když si přes vstřelením branky pohrál se všemi hráči Ottawy. Pouze jednu minutu a dvacet pět sekund po zahájení 2. třetiny potřeboval k tomu, aby zaznamenal hattrick, když ke vstřelení 3 branek potřeboval stejný počet střel. Přitom se stal jedním z pěti hokejistů v historii NHL, kteří ve svém prvním utkání v této soutěži zaznamenali hattrick a prvním, který byl draftován jako jednička. Tři sekundy před koncem druhé třetiny skóroval opět, když v přečíslení 2 na 1 využil přihrávky od Nylandera a úspěšně zaznamenal branku. Jen Joe Malone a Harry Hyland vstřelili 19. prosince 1917 každý při svém debutu hned pět branek (bylo to první utkání hrané v novém formátu NHL). I přes jeho historický výkon nakonec Maple Leafs padli 5:4 v prodloužení, když Matthews vstřelil všechny branky svého týmu v utkání. Za jeho nesmírně povedený debut se také dočkal přes sociální sítě mnoha gratulací od různých minulých i současných hvězd NHL a dalších známých osobností, jako například od: Teemu Selänneho, Douga Gilmoura, Krise Letanga, Tylera Seguina, Roberta Luonga či herce Stephena Amella. Daniel Brière, jeden z jeho idolů když vyrůstal, také přispěchal s gratulací.
Po utkání sdělil: „Těžko se mi hledají slova. Nevěřil jsem tomu, co se děje. Takový příběh prostě nevymyslíte. A jsem moc rád, že u toho mohli být mí rodiče.“

## Prvenství
- Debut v NHL – 12. října 2016 (Ottawa Senators proti Toronto Maple Leafs)
- První gól v NHL – 12. října 2016 (Ottawa Senators proti Toronto Maple Leafs, americkému brankáři Craig Anderson)
- První hattrick v NHL – 12. října 2016 (Ottawa Senators proti Toronto Maple Leafs)
- První asistence v NHL – 19. října 2016 (Winnipeg Jets proti Toronto Maple Leafs)

## Klubové statistiky
| Sezóna      | Klub                | Soutěž      |     | Základní část | Základní část | Základní část | Základní část | Základní část |    | Play off | Play off | Play off | Play off | Play off |
| Sezóna      | Klub                | Soutěž      | Z   | G             | A             | B             | TM            | Z             | G  | A        | B        | TM       |          |          |
| 2013/14     | USNTDP              | USHL        | 44  | 24            | 26            | 50            | 18            | —             | —  | —        | —        | —        |          |          |
| 2014/15     | USNTDP              | USHL        | 60  | 55            | 61            | 116           | 30            | —             | —  | —        | —        | —        |          |          |
| 2015/16     | ZSC Lions           | NLA         | 36  | 24            | 22            | 46            | 6             | 4             | 0  | 3        | 3        | 2        |          |          |
| 2016/17     | Toronto Maple Leafs | NHL         | 82  | 40            | 29            | 69            | 14            | 6             | 4  | 1        | 5        | 0        |          |          |
| 2017/18     | Toronto Maple Leafs | NHL         | 62  | 34            | 29            | 63            | 12            | 7             | 1  | 1        | 2        | 0        |          |          |
| 2018/19     | Toronto Maple Leafs | NHL         | 68  | 37            | 36            | 73            | 12            | 7             | 5  | 1        | 6        | 2        |          |          |
| 2019/20     | Toronto Maple Leafs | NHL         | 70  | 47            | 33            | 80            | 8             | 5             | 2  | 4        | 6        | 0        |          |          |
| 2020/21     | Toronto Maple Leafs | NHL         | 52  | 41            | 25            | 66            | 10            | 7             | 1  | 4        | 5        | 0        |          |          |
| 2021/22     | Toronto Maple Leafs | NHL         | 73  | 60            | 46            | 106           | 18            | 7             | 4  | 5        | 9        | 0        |          |          |
| 2022/23     | Toronto Maple Leafs | NHL         | 74  | 40            | 45            | 85            | 20            | 11            | 5  | 6        | 11       | 7        |          |          |
| 2023/24     | Toronto Maple Leafs | NHL         | 81  | 69            | 38            | 107           | 20            | 5             | 1  | 3        | 4        | 2        |          |          |
| NHL celkově | NHL celkově         | NHL celkově | 562 | 368           | 281           | 649           | 114           | 55            | 23 | 25       | 48       | 11       |          |          |

## Reprezentace
| Rok                       | Tým                       | Soutěž                    | Z  | G  | A  | B  | TM |
| ------------------------- | ------------------------- | ------------------------- | -- | -- | -- | -- | -- |
| 2014                      | USA 17                    | WHC17                     | 6  | 4  | 4  | 8  | 8  |
| 2014                      | USA 18                    | MS18                      | 7  | 5  | 2  | 7  | 4  |
| 2015                      | USA 20                    | MSJ                       | 5  | 1  | 2  | 3  | 4  |
| 2015                      | USA 18                    | MS18                      | 7  | 8  | 7  | 15 | 0  |
| 2016                      | USA 20                    | MSJ                       | 7  | 7  | 4  | 11 | 2  |
| 2016                      | USA                       | MS                        | 10 | 6  | 3  | 9  | 2  |
| 2016                      | Výběr Severní Ameriky     | SP                        | 3  | 2  | 1  | 3  | 0  |
| Juniorská kariéra celkově | Juniorská kariéra celkově | Juniorská kariéra celkově | 32 | 25 | 19 | 44 | 18 |
| Seniorská kariéra celkově | Seniorská kariéra celkově | Seniorská kariéra celkově | 13 | 8  | 4  | 12 | 2  |